# ズマーリア
ズマーリア（伊: Zumaglia）は、イタリア共和国ピエモンテ州ビエッラ県にある、人口約1,100人の基礎自治体（コムーネ）。

## 地理

### 位置・広がり
| 隣接するコムーネは以下の通り。 - ビエッラ - ペッティネンゴ - ロンコ・ビエッレーゼ |

## 行政

### 分離集落
ズマーリアには、以下の分離集落（フラツィオーネ）がある。
Bareto, Bona, Contornina, Cres, Uberti